# 正義兄弟
正義兄弟（英語：The Righteous Brothers）原本是由鮑比·哈特菲爾德和比爾·麥德利組成的美國流行二重唱。兩人最早是在1962年的洛杉磯作為五人制合唱團體the Paramours的成員一起演出，但當他們開始以二重唱的形式開始錄音生涯時則採用了「正義兄弟」這個名字。他們最活躍的時期是在1960年代和1970年代，儘管這兩人在接下來的幾年內少有活動，但哈特菲爾德和麥德利在1981年重組並繼續演出，直到2003年哈特菲爾德去世。他們情緒化的聲樂風格有時被稱為「藍眼靈魂樂」。
哈特菲爾德與麥德利有著截然不同的音域範圍，這有助於他們創造出獨特的二重唱合聲，而同時兩人也有強大的聲樂天賦，讓他們也能夠獨唱。麥德利以他低男中音的歌聲演唱了低音部分，哈特菲爾德則用他假聲男高音的歌聲演唱高而薄的部分。
他們的第一首熱門歌曲是1964年由菲爾·斯佩克特製作並經常被認為是他最好的作品之一的〈You've Lost That Lovin' Feelin'〉。其他著名的熱門歌曲包括〈Ebb Tide〉、〈(You're My) Soul and Inspiration〉、〈Rock and Roll Heaven〉，特別是他們版的〈Unchained Melody〉。兩人也有自己的個人職業生涯。2003年，哈特菲爾德與麥德利以正義兄弟之名入選搖滾名人堂。2016年，麥德利與巴基·赫爾德重組了正義兄弟並繼續以二重唱的形式演出。

## 成員
現任成員
- 比爾·麥德利（Bill Medley） (1962–1968、1974–1976、1981–2003、2016–現在)
- 巴基·赫爾德（Bucky Heard） (2016–現在)

前成員
- 鮑比·哈特菲爾德（Bobby Hatfield） (1962–1968、1974–1976、1981–2003；2003年去世)
- 吉米·沃克（Jimmy Walker） (1968–1971；2020年去世)

## 作品列表

### 錄音室專輯
| 《Right Now!》                                  | - 發行年分：1963年 - 唱片廠牌：Moonglow唱片 - 發行形式：黑膠唱片              | 11  | 8  | —  |                    |
| 《Some Blue-Eyed Soul》                         | - 發行年分：1964年 - 唱片廠牌：Moonglow唱片 - 發行形式：黑膠唱片              | 14  | —  | —  |                    |
| 《You've Lost That Lovin' Feelin'》             | - 發行年分：1965年 - 唱片廠牌：菲利斯唱片 - 發行形式：黑膠唱片                | 4   | 3  | —  |                    |
| 《This Is New!》                                | - 發行年分：1965年 - 唱片廠牌：Moonglow唱片 - 發行形式：黑膠唱片              | 39  | —  | —  |                    |
| 《Just Once In My Life...》                     | - 發行年分：1965年 - 唱片廠牌：菲利斯唱片 - 發行形式：黑膠唱片                | 9   | 8  | —  |                    |
| 《Back to Back》                                | - 發行年分：1965年 - 唱片廠牌：菲利斯唱片 - 發行形式：黑膠唱片                | 16  | —  | —  |                    |
| 《Soul & Inspiration》                          | - 發行年分：1966年 - 唱片廠牌：神韻唱片 - 發行形式：黑膠唱片                  | 7   | 18 | —  | - 美國：金唱片認證 |
| 《Go Ahead and Cry》                            | - 發行年分：1966年 - 唱片廠牌：神韻唱片 - 發行形式：黑膠唱片                  | 32  | —  | —  |                    |
| 《Sayin' Somethin'》                            | - 發行年分：1967年 - 唱片廠牌：神韻唱片 - 發行形式：黑膠唱片                  | 155 | —  | —  |                    |
| 《Souled Out》                                  | - 發行年分：1967年 - 唱片廠牌：神韻唱片 - 發行形式：黑膠唱片                  | 198 | —  | —  |                    |
| 《One for the Road》                            | - 發行年分：1968年 - 唱片廠牌：神韻唱片 - 發行形式：黑膠唱片                  | 187 | —  | —  |                    |
| 《Re-Birth》 （鮑比·哈特菲爾德與吉米·沃克錄製） | - 發行年分：1969年 - 唱片廠牌：神韻唱片 - 發行形式：黑膠唱片                  | —   | —  | —  |                    |
| 《Give It to the People》                       | - 發行年分：1974年 - 唱片廠牌：天堂唱片（Haven Records） - 發行形式：黑膠唱片 | 27  | —  | 27 |                    |
| 《Sons of Mrs Righteous》                       | - 發行年分：1975年 - 唱片廠牌：天堂唱片 - 發行形式：黑膠唱片                  | —   | —  | —  |                    |
| 《The Righteous Brothers》                      | - 發行年分：2016年 - 唱片廠牌：Rock Canyon唱片 - 發行形式：數位下載、CD       | —   | —  | —  |                    |
| "—"表示沒有上榜或未在該國家/地區發行。          |                                                                               |     |    |    |                    |

### 精選集/合輯專輯
有鑑於正義兄弟已發行諸多精選集/合輯專輯，在此僅列出獲得認證者。
| 《The Righteous Brothers Greatest Hits》              | - 發行日期：1967年11月30日 （後來在CD上重新發行並附加更多曲目） - 唱片廠牌：神韻唱片 - 發行形式：黑膠唱片、CD | 31  | —  | — | 10 | 58 | - 加拿大：金唱片認證 - 美國：金唱片認證       |
| 《The Anthology 1962–1974》                           | - 發行日期：1989年7月26日 - 唱片廠牌：犀牛唱片 - 發行形式：黑膠唱片、磁帶、CD、數位下載                       | 178 | —  | — | —  | —  | - 美國：金唱片認證                            |
| 《Unchained Melody – Best Of The Righteous Brothers》 | - 發行日期：1990年10月2日 - 唱片廠牌：Curb唱片 - 發行形式：磁帶、CD、數位下載                                 | 161 | 1  | — | —  | —  | - 加拿大：白金唱片認證 - 美國：雙白金唱片認證 |
| 《The Very Best Of Righteous Brothers》               | - 發行日期：1991年1月15日 - 唱片廠牌：寶麗多唱片 - 發行形式：黑膠唱片、磁帶、CD、數位下載                     | —   | 14 | 3 | —  | —  | - 英國：白金唱片認證 - 美國：金唱片認證       |
| "—"表示沒有上榜或未在該國家/地區發行。                | |     |    |   |    |    |                                               |

## 外部連結
- 官方网站
- YouTube上的The Righteous Brothers – Legends In Concert – 正義兄弟於1983年在洛杉磯Roxy劇院的周年音樂會
- 正義兄弟作品列表 （页面存档备份，存于） — 由彼得·瑞奇蒙（Peter Richmond）統整
- Righteous Brothers — by Dr. Frank Hoffmann